# Cantonul Angers-Nord
Cantonul Angers-Nord este un canton din arondismentul Angers, departamentul Maine-et-Loire, regiunea Pays de la Loire, Franța.

## Comune
- Angers (parțial, reședință)
- Cantenay-Épinard
- La Meignanne
- La Membrolle-sur-Longuenée
- Le Plessis-Macé
- Montreuil-Juigné
- Saint-Lambert-la-Potherie